# Digital Audio Broadcasting in der Schweiz

Logo Digital Audio Broadcasting

Logo Digital Radio für Radioübertragung nach DAB-Standard

Logo Digitalradio für DAB+ mit dem Schriftzug „Radio der Zukunft“

Das Digital Audio Broadcasting ist der digitale Übertragungsstandard für den terrestrischen Empfang von Radioprogrammen in der Schweiz. Seit 1. Januar 2025 werden Radioprogramme der Schweizerischen Radio- und Fernsehgesellschaft ausschliesslich digital ausgestrahlt. Die Ausstrahlung der öffentlich-rechtlichen Programme über Ultrakurzwelle (UKW) endete mit der Abschaltung der UKW-Sender am 31. Dezember 2024. Die Umstellung bei kommerziellen Sendern erfolgt spätestens Ende 2026. 

## Geschichte

### Aufbau des Netzes
Die Entwicklung des DAB-Netzes in der Schweiz begann am 17. Februar 1999, als der Bundesrat der Schweizerischen Radio- und Fernsehgesellschaft (damals SRG SSR idée suisse) die Konzession für den Aufbau eines digitalen Audio-Broadcasting-Systems erteilte. Bereits im selben Jahr wurden die ersten Sender im Grossraum Bern-Solothurn in Betrieb genommen. In den folgenden Jahren wurde das Netz schrittweise ausgebaut: Bis 2000 waren unter anderem die Regionen Interlaken-Bern-Biel, Baden-Zürich-Winterthur, die Genferseeregion und die Agglomeration Basel erschlossen. Ab 2001 war DAB auf den Hauptverkehrsachsen Ost-West, einschliesslich der grossen Tunnel, sowie auf Teilen der Nord-Süd-Achse empfangbar. Ende 2009 war das Netz flächendeckend in der ganzen Schweiz verfügbar.
Im Juli 2007 erhielt die Deutschschweiz ein zweites DAB-Ensemble mit acht privaten Programmen, die neu konzessioniert wurden. Insgesamt hatten 18 Anbieter entsprechende Gesuche eingereicht. Die SRG erhielt in diesem Zusammenhang zwei zusätzliche Konzessionen, sodass insgesamt 17 Programme aufgeschaltet wurden.

### Technologieausbau und Umstieg auf DAB+
Am 15. Oktober 2009 startete die Swiss Media Cast AG, ein von der SRG und Privatradios gegründetes Unternehmen, ein eigenes DAB+-Netz. Dieses Netz deckt die Deutschschweiz sowie Teile der rätoromanischen Schweiz ab und ermöglicht die Verbreitung privater Radioprogramme sowie ausgewählter SRG-Sender. Zu den ersten Programmen zählten unter anderem DRS 4 News, Radio Swiss Classic, Option Musique, Energy Zürich und Radio Basel. Zwischen dem 15. und 22. Oktober 2012 begann die schrittweise Abschaltung der meisten DAB-Sender zugunsten des neuen DAB+-Standards. Nur drei Sender sendeten vorübergehend weiterhin parallel in DAB und DAB+. Die vollständige Migration auf DAB+ wurde 2015 abgeschlossen.
Das DAB+-Netz wurde am 1. Januar 2013 mit dem Kanal 7A in der Nordschweiz erweitert. Dieser übernahm Programme, die zuvor auf Kanal 9A ausgestrahlt wurden. Ende 2013 gingen zwei neue Multiplexe in Betrieb: Kanal 9D, zunächst mit zwei Standorten in der Ostschweiz, und Kanal 8B, mit dem Ziel eines flächendeckenden Ausbaus im Mittelland.
Am 15. November 2016 stellte die SRG ihre Übertragungen vollständig auf DAB+ um und schaltete den alten Standard ab. Mit der Umstellung wurden auch Änderungen in der Programmverteilung vorgenommen: Die dritten Programme (SRF 3, Couleur 3, Rete 3) sind seither in der gesamten Schweiz empfangbar. SRF 1 wird nur noch in regionalisierten Fassungen ausgestrahlt. SRF 4 News wurde auf die französisch- und italienischsprachigen Regionen erweitert. In der deutschsprachigen Schweiz wurde Espace 2 eingestellt, während die anderen Sprachregionen zusätzliche Programme aus benachbarten Gebieten erhielten. 

### UKW-Abschaltung
Im Oktober 2011 beschloss der Bundesrat, keine neuen UKW-Frequenzen mehr zu vergeben und ausschliesslich Konzessionen für DAB+ zu erteilen. Dieser Entscheid wurde mit der fortschreitenden Digitalisierung sowie den hohen Kosten einer UKW-Erweiterung begründet.
Im August 2020 einigten sich der Verband Schweizer Privatradios, die Union Romande des Radios Régionales, die Union nicht-gewinnorientierter Lokalradios und die SRG auf eine Branchenvereinbarung zur schrittweisen Abschaltung der UKW-Sender. Die SRG plante, ihre Sender bis August 2022 abzuschalten, während die privaten Radiostationen ihre Abschaltung bis Januar 2023 vollziehen sollten. Gegen diese Pläne regte sich Widerstand. Radiopionier Roger Schawinski startete die Petition «Rettet UKW», die den Erhalt der UKW-Infrastruktur forderte. Im August 2021 wurde die Abschaltung auf den 31. Dezember 2024 verschoben. Im Oktober 2023 verlängerte der Bundesrat die UKW-Funkkonzessionen um zwei Jahre bis Ende 2026. Dennoch schaltete die SRG ihre UKW-Sender wie geplant am 31. Dezember 2024 ab. Die SRG begründete die Abschaltung unter anderem mit den Kosten. Mit einer Abschaltung würden gemäss Angaben der SRG jährlich 15 Millionen Schweizer Franken eingespart werden. Einsparungen bei der SRG seien aufgrund der vom Bundesrat vorgesehenen Senkung der Gebühren nötig geworden. Dieser Entscheid wurde von Schawinski kritisiert, der die von der SRG angeführten Gründe in Frage stellte.